# Tycomarptes submoesta
Tycomarptes submoesta är en fjärilsart som beskrevs av Heinrich Benno Möschler 1884. Tycomarptes submoesta ingår i släktet Tycomarptes och familjen nattflyn. Inga underarter finns listade i Catalogue of Life.